# Saturday Night's Main Event
Saturday Night's Main Event è un programma televisivo statunitense prodotto dalla WWE a partire dal 1985 e trasmesso su NBC. L'evento si svolge in maniera sporadica e sono state realizzate trentasei edizioni.
Escludendo i pay-per-view dell'epoca, la prima edizione di Saturday Night's Main Event fu il programma con i più alti ascolti televisivi nella storia del wrestling, grazie agli oltre trentatré milioni di telespettatori collegati contemporaneamente.

## Edizioni

### Prima
La prima edizione di Saturday Night's Main Event si è svolta il 10 maggio 1985.
| # | Incontri | Stipulazioni                                 | Durata |
| - | --- | -------------------------------------------- | ------ |
| 1 | Barry Windham, Mike Rotunda e Ricky Steamboat hanno sconfitto George Steele, The Iron Sheik e Nikolai Volkoff | Six-man tag team match                       | 06:30  |
| 2 | Hulk Hogan (c) ha sconfitto Bob Orton                                                                         | Single match per il WWF Championship         | 06:55  |
| 3 | Wendi Richter (c) ha sconfitto The Fabulous Moolah                                                            | Single match per il WWF Women's Championship | 04:00  |
| 4 | Junkyard Dog ha sconfitto Pete Doherty                                                                        | Single match                                 | 03:15  |

### Seconda
La seconda edizione di Saturday Night's Main Event si è svolta il 3 ottobre 1985.
| # | Incontri                                                                      | Stipulazioni                                    | Durata |
| - | ----------------------------------------------------------------------------- | ----------------------------------------------- | ------ |
| 1 | Hulk Hogan (c) ha sconfitto Nikolai Volkoff                                   | Single match per il WWF Championship            | 05:15  |
| 2 | Uncle Elmer ha sconfitto Jerry Valiant                                        | Single match                                    | 00:10  |
| 3 | Paul Orndorff vs. Roddy Piper è terminato in no-contest                       | Single match                                    | 04:00  |
| 4 | André the Giant e Tony Atlas hanno sconfitto Big John Studd e King Kong Bundy | Tag team match                                  | 04:25  |
| 5 | Brutus Beefcake e Greg Valentine (c) hanno sconfitto Lanny Poffo e Tony Garea | Tag team match per il WWF Tag Team Championship | 03:30  |

### Terza
La terza edizione di Saturday Night's Main Event si è svolta il 31 ottobre 1985.
| # | Incontri                                                                                     | Stipulazioni                                          | Durata |
| - | -------------------------------------------------------------------------------------------- | ----------------------------------------------------- | ------ |
| 1 | Terry Funk ha sconfitto Junkyard Dog                                                         | Single match                                          | 05:15  |
| 2 | André the Giant e Hulk Hogan hanno sconfitto Big John Studd e King Kong Bundy per squalifica | Tag team match                                        | 08:00  |
| 3 | Randy Savage vs. Tito Santana (c) è terminato in no-contest                                  | Single match per il WWF Intercontinental Championship | 04:10  |
| 4 | Ricky Steamboat ha sconfitto Mr. Fuji                                                        | Kung-Fu match                                         | 03:15  |

### Quarta
La quarta edizione di Saturday Night's Main Event si è svolta il 4 gennaio 1986.
| # | Incontri                                                                                       | Stipulazioni                         | Durata |
| - | ---------------------------------------------------------------------------------------------- | ------------------------------------ | ------ |
| 1 | Bob Orton, Jesse Ventura, Roddy Piper hanno sconfitto Cousin Luke, Hillbilly Jim e Uncle Elmer | Six-man tag team match               | 08:00  |
| 2 | Hulk Hogan (c) ha sconfitto Terry Funk                                                         | Single match per il WWF Championship | 08:30  |
| 3 | Randy Savage ha sconfitto George Steele                                                        | Single match                         | 04:05  |
| 4 | Nikolai Volkoff ha sconfitto Corporal Kirchner                                                 | Peace match                          | 04:30  |
| 5 | Junkyard Dog e Ricky Steamboat hanno sconfitto Mr. Fuji e The Magnificent Muraco               | Tag team match                       | 05:20  |

### Quinta
La quinta edizione di Saturday Night's Main Event si è svolta il 1º marzo 1986.
| # | Incontri                                                          | Stipulazioni                                    | Durata |
| - | ----------------------------------------------------------------- | ----------------------------------------------- | ------ |
| 1 | Mr. T ha sconfitto Bob Orton                                      | Boxing match                                    | 05:00  |
| 2 | King Kong Bundy ha sconfitto Steve Gatorwolf                      | Single match                                    | 00:40  |
| 3 | Hulk Hogan (c) ha sconfitto The Magnificent Muraco per squalifica | Single match per il WWF Championship            | 06:55  |
| 4 | The Dream Team (c) ha sconfitto The British Bulldogs              | Tag team match per il WWF Tag Team Championship | 12:00  |
| 5 | Junkyard Dog ha sconfitto Adrian Adonis                           | Single match                                    | 08:45  |

### Sesta
La sesta edizione di Saturday Night's Main Event si è svolta il 3 maggio 1986.
| # | Incontri                                                                  | Stipulazioni                                                           | Durata |
| - | ------------------------------------------------------------------------- | ---------------------------------------------------------------------- | ------ |
| 1 | Hulk Hogan e Junkyard Dog hanno sconfitto Terry Funk e Hoss Funk          | Tag team match                                                         | 13:30  |
| 2 | King Kong Bundy ha sconfitto Uncle Elmer                                  | Single match                                                           | 02:35  |
| 3 | Adrian Adonis ha sconfitto Paul Orndorff per squalifica                   | Single match                                                           | 12:00  |
| 4 | Jake Roberts vs. Ricky Steamboat è terminato in no-contest                | Single match                                                           | 00:00  |
| 5 | The British Bulldogs (c) hanno sconfitto Nikolai Volkoff e The Iron Sheik | Two out of three falls tag team match per il WWF Tag Team Championship | 16:35  |

### Settima
La settima edizione di Saturday Night's Main Event si è svolta il 4 ottobre 1986.
| # | Incontri                                                 | Stipulazioni                                                           | Durata |
| - | -------------------------------------------------------- | ---------------------------------------------------------------------- | ------ |
| 1 | Hulk Hogan (c) ha sconfitto Paul Orndorff per squalifica | Single match per il WWF Championship                                   | 10:00  |
| 2 | Ricky Steamboat ha sconfitto Jake Roberts                | Single match                                                           | 06:20  |
| 3 | Roddy Piper ha sconfitto The Iron Sheik                  | Single match                                                           | 00:45  |
| 4 | The British Bulldogs (c) hanno sconfitto The Dream Team  | Two out of three falls tag team match per il WWF Tag Team Championship | 13:10  |
| 5 | Kamala ha sconfitto Lanny Poffo                          | Single match                                                           | 01:45  |

### Ottava
L'ottava edizione di Saturday Night's Main Event si è svolta il 29 novembre 1986.
| # | Incontri                                                    | Stipulazioni                                          | Durata |
| - | ----------------------------------------------------------- | ----------------------------------------------------- | ------ |
| 1 | Randy Savage (c) vs. Jake Roberts è terminato in no-contest | Single match per il WWF Intercontinental Championship | 09:30  |
| 2 | Hulk Hogan (c) ha sconfitto Hercules Hernandez              | Single match per il WWF Championship                  | 06:30  |
| 3 | Roddy Piper ha sconfitto Bob Orton                          | Single match                                          | 03:50  |
| 4 | The Killer Bees hanno sconfitto The Hart Foundation         | Tag team match                                        | 09:00  |
| 5 | Koko B. Ware ha sconfitto Nikolai Volkoff                   | Single match                                          | 02:30  |
| 6 | The Magnificent Muraco ha sconfitto Dick Slater             | Single match                                          | 02:05  |

### Nona
La nona edizione di Saturday Night's Main Event si è svolta il 3 gennaio 1987.
| # | Incontri                                             | Stipulazioni                                          | Durata |
| - | ---------------------------------------------------- | ----------------------------------------------------- | ------ |
| 1 | Hulk Hogan (c) ha sconfitto Paul Orndorff            | Single match per il WWF Championship                  | 10:40  |
| 2 | Randy Savage (c) ha sconfitto George Steele          | Single match per il WWF Intercontinental Championship | 08:30  |
| 3 | Junkyard Dog ha sconfitto Harley Race per squalifica | Single match                                          | 06:00  |
| 4 | Adrian Adonis ha sconfitto Roddy Piper per count-out | Single match                                          | 03:35  |
| 5 | Blackjack Mulligan ha sconfitto Jimmy Jack Funk      | Single match                                          | 02:30  |

### Decima
La decima edizione di Saturday Night's Main Event si è svolta il 14 marzo 1987.
| # | Incontri                                                       | Stipulazioni                                          | Durata |
| - | -------------------------------------------------------------- | ----------------------------------------------------- | ------ |
| 1 | Randy Savage (c) ha sconfitto George Steele per count-out      | Single match per il WWF Intercontinental Championship | 04:30  |
| 2 | Hercules ha vinto eliminando per ultimo Billy Jack Haynes      | Battle royal match                                    | 11:15  |
| 3 | King Kong Bundy ha sconfitto Jake Roberts per squalifica       | Single match                                          | 06:15  |
| 4 | The Hart Foundation (c) ha sconfitto Tito Santana e Dan Spivey | Tag team match per il WWF Tag Team Championship       | 05:30  |
| 5 | Ricky Steamboat ha sconfitto The Iron Sheik                    | Single match                                          | 03:30  |

### Undicesima
L'undicesima edizione di Saturday Night's Main Event si è svolta il 2 maggio 1987.
| # | Incontri                                                                    | Stipulazioni                                                           | Durata |
| - | --------------------------------------------------------------------------- | ---------------------------------------------------------------------- | ------ |
| 1 | Kamala the Ungandan Giant ha sconfitto Jake Roberts                         | Single match                                                           | 04:20  |
| 2 | Randy Savage ha sconfitto George Steele                                     | Lumberjack match                                                       | 06:45  |
| 3 | The British Bulldogs hanno sconfitto The Hart Foundation (c) per squalifica | Two out of three falls tag team match per il WWF Tag Team Championship | 09:50  |
| 4 | Ricky Steamboat (c) ha sconfitto Hercules per squalifica                    | Single match per il WWF Intercontinental Championship                  | 06:40  |
| 5 | Rick Martel e Tom Zenk hanno sconfitto Nikolai Volkoff e The Iron Sheik     | Tag team match                                                         | 04:45  |

### Dodicesima
La dodicesima edizione di Saturday Night's Main Event si è svolta il 3 ottobre 1987.
| # | Incontri                                                        | Stipulazioni                                          | Durata |
| - | --------------------------------------------------------------- | ----------------------------------------------------- | ------ |
| 1 | Randy Savage ha sconfitto The Honky Tonk Man (c) per squalifica | Single match per il WWF Intercontinental Championship | 13:00  |
| 2 | Hulk Hogan (c) ha sconfitto Sika                                | Single match per il WWF Championship                  | 08:00  |
| 3 | King Kong Bundy ha sconfitto Paul Orndorff                      | Single match                                          | 08:00  |
| 4 | The Hart Foundation (c) ha sconfitto Paul Roma e Jim Powers     | Tag team match per il WWF Tag Team Championship       | 04:35  |

### Tredicesima
La tredicesima edizione di Saturday Night's Main Event si è svolta il 28 novembre 1987.
| # | Incontri                                                  | Stipulazioni                         | Durata |
| - | --------------------------------------------------------- | ------------------------------------ | ------ |
| 1 | George Steele ha sconfitto Danny Davis per squalifica     | Single match                         | 03:50  |
| 2 | Randy Savage ha sconfitto Bret Hart                       | Single match                         | 12:05  |
| 3 | King Kong Bundy ha sconfitto Hulk Hogan (c) per count-out | Single match per il WWF Championship | 13:45  |
| 4 | Bam Bam Bigelow ha sconfitto Hercules                     | Single match                         | 07:00  |

### Quattordicesima
La quattordicesima edizione di Saturday Night's Main Event si è svolta il 2 gennaio 1988.
| # | Incontri                                                      | Stipulazioni                                                           | Durata |
| - | ------------------------------------------------------------- | ---------------------------------------------------------------------- | ------ |
| 1 | Tito Santana e Rick Martel (c) hanno sconfitto The Bolsheviks | Two out of three falls tag team match per il WWF Tag Team Championship | 07:55  |
| 2 | Jake Roberts ha sconfitto Sika                                | Single match                                                           | 03:35  |
| 3 | Hulk Hogan (c) ha sconfitto King Kong Bundy                   | Single match per il WWF Championship                                   | 12:10  |
| 4 | Greg Valentine ha sconfitto Koko B. Ware                      | Single match                                                           | 07:30  |

### Quindicesima
La quindicesima edizione di Saturday Night's Main Event si è svolta il 12 marzo 1988.
| # | Incontri                                                | Stipulazioni                          | Durata |
| - | ------------------------------------------------------- | ------------------------------------- | ------ |
| 1 | Brutus Beefcake ha sconfitto Greg Valentine             | Single match                          | 09:00  |
| 2 | Hulk Hogan ha sconfitto Harley Race                     | Single match                          | 06:35  |
| 3 | Ted DiBiase Sr. ha sconfitto Randy Savage per count-out | Single match                          | 11:40  |
| 4 | The Islanders hanno sconfitto The Killer Bees           | Two out of three falls tag team match | N/A    |
| 5 | One Man Gang ha sconfitto Ken Patera                    | Single match                          | 03:45  |

### Sedicesima
La sedicesima edizione di Saturday Night's Main Event si è svolta il 30 aprile 1988.
| # | Incontri                                                           | Stipulazioni                         | Durata |
| - | ------------------------------------------------------------------ | ------------------------------------ | ------ |
| 1 | Jim Duggan ha sconfitto Hercules per squalifica                    | Single match                         | 08:45  |
| 2 | Brutus Beefcake ha sconfitto Danny Davis                           | Single match                         | 03:10  |
| 3 | Randy Savage (c) ha sconfitto One Man Gang                         | Single match per il WWF Championship | 06:05  |
| 4 | The Demolition hanno sconfitto The British Bulldogs per squalifica | Tag team match                       | 05:05  |
| 5 | Ted DiBiase ha sconfitto Don Muraco                                | Single match                         | 04:10  |
| 6 | Rick Rude ha sconfitto Koko B. Ware                                | Single match                         | 03:45  |

### Diciassettesima
La diciassettesima edizione di Saturday Night's Main Event si è svolta il 29 ottobre 1988.
| # | Incontri                                               | Stipulazioni                                    | Durata |
| - | ------------------------------------------------------ | ----------------------------------------------- | ------ |
| 1 | Jake Roberts ha sconfitto Rick Rude per squalifica     | Single match                                    | 07:20  |
| 2 | The Demolition (c) hanno sconfitto The Hart Foundation | Tag team match per il WWF Tag Team Championship | 06:00  |
| 3 | Hulk Hogan ha sconfitto King Haku                      | Single match                                    | 06:15  |
| 4 | Dino Bravo ha sconfitto Ken Patera                     | Single match                                    | 03:05  |
| 5 | Big Boss Man ha sconfitto Jim Powers                   | Single match                                    | 02:35  |

### Diciottesima
La diciottesima edizione di Saturday Night's Main Event si è svolta il 26 novembre 1988.
| # | Incontri                                                       | Stipulazioni                                          | Durata |
| - | -------------------------------------------------------------- | ----------------------------------------------------- | ------ |
| 1 | The Ultimate Warrior (c) ha sconfitto Super Ninja              | Single match per il WWF Intercontinental Championship | 02:10  |
| 2 | Hercules ha sconfitto Virgil                                   | Single match                                          | 03:20  |
| 3 | Randy Savage (c) vs. André the Giant è terminato in no-contest | Single match per il WWF Championship                  | 08:50  |
| 4 | Jim Duggan ha sconfitto Boris Zhukov                           | Flag match                                            | 02:25  |
| 5 | The Fabulous Rougeaus hanno sconfitto Paul Roma e Jim Powers   | Tag team match                                        | 03:05  |

### Diciannovesima
La diciannovesima edizione di Saturday Night's Main Event si è svolta il 7 gennaio 1989.
| # | Incontri                                                 | Stipulazioni                                          | Durata |
| - | -------------------------------------------------------- | ----------------------------------------------------- | ------ |
| 1 | Brutus Beefcake ha sconfitto Ron Bass                    | Hair vs. hair match                                   | 07:40  |
| 2 | Hulk Hogan ha sconfitto Akeem per squalifica             | Single match                                          | 08:05  |
| 3 | The Ultimate Warrior (c) ha sconfitto The Honky Tonk Man | Single match per il WWF Intercontinental Championship | 05:05  |
| 4 | Tito Santana ha sconfitto The Red Rooster                | Single match                                          | 07:25  |
| 5 | Mr. Perfect ha sconfitto Koko B. Ware                    | Single match                                          | 03:10  |

### Ventesima
La ventesima edizione di Saturday Night's Main Event si è svolta l'11 marzo 1989.
| # | Incontri                                                    | Stipulazioni   | Durata |
| - | ----------------------------------------------------------- | -------------- | ------ |
| 1 | Brutus Beefcake ha sconfitto Rick Rude per squalifica       | Single match   | 05:45  |
| 2 | Hulk Hogan ha sconfitto Bad News Brown                      | Single match   | 09:45  |
| 3 | Ted DiBiase Sr. ha sconfitto The Blue Blazer                | Single match   | 03:55  |
| 4 | The Brain Busters vs. The Rockers è terminato in no-contest | Tag team match | 09:20  |
| 5 | The Red Rooster ha sconfitto The Brooklyn Brawler           | Single match   | 01:05  |

### Ventunesima
La ventunesima edizione di Saturday Night's Main Event si è svolta il 27 maggio 1989.
| # | Incontri                                                            | Stipulazioni                                          | Durata |
| - | ------------------------------------------------------------------- | ----------------------------------------------------- | ------ |
| 1 | King Duggan ha sconfitto Rick Rude (c) per count-out                | Single match per il WWF Intercontinental Championship | 07:15  |
| 2 | Randy Savage ha sconfitto Jim Neidhart                              | Single match                                          | 05:55  |
| 3 | Hulk Hogan (c) ha sconfitto Big Boss Man                            | Steel cage match per il WWF Championship              | 10:00  |
| 4 | The Brain Busters hanno sconfitto The Demolition (c) per squalifica | Tag team match per il WWF Tag Team Championship       | 09:15  |
| 5 | Jimmy Snuka ha sconfitto Boris Zhukov                               | Single match                                          | 01:10  |

### Ventiduesima
La ventiduesima edizione di Saturday Night's Main Event si è svolta il 18 luglio 1989.
| # | Incontri                                                 | Stipulazioni                                         | Durata |
| - | -------------------------------------------------------- | ---------------------------------------------------- | ------ |
| 1 | Hulk Hogan (c) ha sconfitto Honky Tonk Man               | Single match per il WWF Championship                 | 06:14  |
| 2 | Jimmy Snuka ha sconfitto Greg Valentine                  | Single match                                         | 03:14  |
| 3 | Brutus Beefcake ha sconfitto Randy Savage per squalifica | Single match                                         | 11:30  |
| 4 | The Brain Busters hanno sconfitto The Demolition (c)     | Tag team match per i WWF World Tag Team Championship | 12:33  |

### Ventitreesima
La ventitreesima edizione di Saturday Night's Main Event si è svolta il 21 settembre 1989.
| # | Incontri                                               | Stipulazioni                         | Durata |
| - | ------------------------------------------------------ | ------------------------------------ | ------ |
| 1 | Randy Savage ha sconfitto Jimmy Snuka                  | Single match                         | 05:37  |
| 2 | Hulk Hogan (c) ha sconfitto Ted DiBiase Sr.            | Single match per il WWF Championship | 08:24  |
| 3 | Roddy Piper ha sconfitto Haku                          | Single match                         | 03:02  |
| 4 | Tito Santana vs. Rick Martel è terminato in no-contest | Single match                         | 09:41  |
| 5 | The Bushwhackers hanno sconfitto The Fabulous Rougeaus | Tag team match                       | 03:15  |

### Ventiquattresima
La ventiquattresima edizione di Saturday Night's Main Event si è svolta il 31 ottobre 1989.
| # | Incontri                                                             | Stipulazioni                                          | Durata |
| - | -------------------------------------------------------------------- | ----------------------------------------------------- | ------ |
| 1 | The Ultimate Warrior (c) ha sconfitto André the Giant per squalifica | Single match per il WWF Intercontinental Championship | 07:46  |
| 2 | The Genius ha sconfitto Hulk Hogan (c) per count-out                 | Single match per il WWF Championship                  | 07:34  |
| 3 | Dusty Rhodes sconfigge Big Boss Man                                  | Single match                                          | 04:47  |
| 4 | Mr. Perfect ha sconfitto The Red Rooster                             | Single match                                          | 04:13  |
| 5 | The Rockers hanno sconfitto The Brain Busters                        | Two-out-of-three-falls tag team match                 | 07:32  |

### Venticinquesima
La venticinquesima edizione di Saturday Night's Main Event si è svolta il 3 gennaio 1990.
| # | Incontri                                                                   | Stipulazioni   | Durata |
| - | -------------------------------------------------------------------------- | -------------- | ------ |
| 1 | Randy Savage ha sconfitto Jim Duggan                                       | Single match   | 09:14  |
| 2 | Hulk Hogan e The Ultimate Warrior hanno sconfitto Mr. Perfect e The Genius | Tag team match | 08:02  |
| 3 | Jake Roberts ha sconfitto Greg Valentine per squalifica                    | Single match   | 05:16  |
| 4 | Dusty Rhodes vs. Rick Rude è terminato in no-contest                       | Single match   | 09:04  |
| 5 | Dino Bravo ha sconfitto Ron Garvin                                         | Single match   | 03:19  |

### Ventiseiesima
La ventiseiesima edizione di Saturday Night's Main Event si è svolta il 23 aprile 1990.
| # | Incontri                                                      | Stipulazioni                         | Durata |
| - | ------------------------------------------------------------- | ------------------------------------ | ------ |
| 1 | Hulk Hogan ha sconfitto Mr. Perfect                           | Single match                         | 08:03  |
| 2 | Earthquake ha sconfitto Hillbilly Jim                         | Single match                         | 01:58  |
| 3 | The Hart Foundation vs. The Rockers è terminato in no-contest | Tag team match                       | 09:30  |
| 4 | The Ultimate Warrior (c) ha sconfitto Haku                    | Single match per il WWF Championship | 04:49  |
| 5 | Big Boss Man ha sconfitto Akeem per squalifica                | Single match                         | 03:18  |

### Ventisettesima
La ventisettesima edizione di Saturday Night's Main Event si è svolta il 16 luglio 1990.
| # | Incontri                                                       | Stipulazioni                                          | Durata |
| - | -------------------------------------------------------------- | ----------------------------------------------------- | ------ |
| 1 | The Ultimate Warrior (c) ha sconfitto Rick Rude per squalifica | Single match per il WWF Championship                  | 09:43  |
| 2 | The Demolition (c) hanno sconfitto The Rockers                 | Tag team match per i WWF Tag Team Championship        | 09:31  |
| 3 | Mr. Perfect (c) ha sconfitto Tito Santana                      | Single match per il WWF Intercontinental Championship | 10:11  |
| 4 | The Texas Tornado ha sconfitto Buddy Rose                      | Single match                                          | 03:09  |

### Ventottesima
La ventottesima edizione di Saturday Night's Main Event si è svolta il 18 settembre 1990.
| # | Incontri                                                                                | Stipulazioni                                          | Durata |
| - | --------------------------------------------------------------------------------------- | ----------------------------------------------------- | ------ |
| 1 | The Ultimate Warrior e The Legion of Doom hanno sconfitto The Demolition                | Six-man tag team match                                | 04:59  |
| 2 | Randy Savage ha sconfitto Dusty Rhodes per count-out                                    | Single match                                          | 09:30  |
| 3 | Hulk Hogan e Tugboat hanno sconfitto The Honky Tonk Man e Greg Valentine per squalifica | Tag team match                                        | 07:20  |
| 4 | Sgt. Slaughter ha sconfitto Koko B. Ware                                                | Single match                                          | 05:18  |
| 5 | The Texas Tornado (c) ha sconfitto Haku                                                 | Single match per il WWF Intercontinental Championship | 03:10  |

### Ventinovesima
La ventinovesima edizione di Saturday Night's Main Event si è svolta il 15 aprile 1991.
| # | Incontri                                                        | Stipulazioni                                    | Durata |
| - | --------------------------------------------------------------- | ----------------------------------------------- | ------ |
| 1 | The Ultimate Warrior ha sconfitto Sgt. Slaughter per squalifica | Single match                                    | 08:00  |
| 2 | The Nasty Boys (c) hanno sconfitto The Bushwhackers             | Tag team match per il WWF Tag Team Championship | 06:48  |
| 3 | Mr. Perfect ha vinto eliminando per ultimo Greg Valentine       | Battle royal match                              | 12:30  |
| 4 | Ted DiBiase Sr. vs. Bret Hart è terminato in no-contest         | Single match                                    | 05:18  |
| 5 | The Mountie ha sconfitto Tito Santana                           | Single match                                    | 04:29  |

### Trentesima
La trentesima edizione di Saturday Night's Main Event si è svolta il 27 gennaio 1992.
| # | Incontri                                                                           | Stipulazioni                                          | Durata |
| - | ---------------------------------------------------------------------------------- | ----------------------------------------------------- | ------ |
| 1 | Roddy Piper (c) ha sconfitto The Mountie                                           | Single match per il WWF Intercontinental Championship | 03:30  |
| 2 | Hulk Hogan e Sid Justice hanno sconfitto Ric Flair e The Undertaker per squalifica | Tag team match                                        | 11:42  |
| 3 | Jim Duggan e Sgt. Slaughter hanno sconfitto Blake Beverly e Beau Beverly           | Tag team match                                        | 02:39  |
| 4 | Randy Savage ha sconfitto Jake Roberts                                             | Single match                                          | 05:25  |

### Trentunesima
La trentunesima edizione di Saturday Night's Main Event si è svolta il 27 ottobre 1992.
| # | Incontri                                                                                                  | Stipulazioni                                          | Durata |
| - | --- | ----------------------------------------------------- | ------ |
| 1 | Randy Savage e The Ultimate Warrior hanno sconfitto Irwin R. Schyster e Ted DiBiase Sr. (c) per count-out | Tag team match per i WWF World Tag Team Championship  | 09:54  |
| 2 | Shawn Michaels ha sconfitto The British Bulldog (c)                                                       | Single match per il WWF Intercontinental Championship | 10:28  |
| 3 | Bret Hart (c) ha sconfitto Papa Shango                                                                    | Single match per il WWF Championship                  | 13:26  |

### Trentaduesima
La trentaduesima edizione di Saturday Night's Main Event si è svolta il 18 marzo 2006.
| # | Incontri                                                                    | Stipulazioni                | Durata |
| - | --------------------------------------------------------------------------- | --------------------------- | ------ |
| 1 | Big Show ha sconfitto Carlito                                               | Single match                | N/A    |
| 2 | John Cena e Triple H hanno sconfitto Kurt Angle, Randy Orton e Rey Mysterio | Three-on-two handicap match | 11:40  |
| 3 | Steve Austin ha sconfitto John "Bradshaw" Layfield per squalifica           | Beer drinking contest       | N/A    |
| 4 | Mickie James e Trish Stratus hanno sconfitto Candice Michelle e Victoria    | Tag team match              | 02:40  |
| 5 | Shane McMahon ha sconfitto Shawn Michaels                                   | Street fight                | 16:42  |

### Trentatreesima
La trentatreesima edizione di Saturday Night's Main Event si è svolta il 15 luglio 2006.
| # | Incontri                                                                               | Stipulazioni                         | Durata |
| - | -------------------------------------------------------------------------------------- | ------------------------------------ | ------ |
| 1 | Batista, Bobby Lashley e Rey Mysterio hanno sconfitto Finlay, King Booker e Mark Henry | Six-man tag team match               | 10:07  |
| 2 | Carlito e Trish Stratus hanno sconfitto Johnny Nitro e Melina                          | Mixed tag team match                 | 02:36  |
| 3 | Shawn Michaels e Triple H hanno sconfitto la Spirit Squad                              | Five-on-two handicap match           | 08:52  |
| 4 | Michelle McCool ha sconfitto Victoria                                                  | Bull riding contest                  | N/A    |
| 5 | Sabu ha sconfitto Stevie Richards                                                      | Extreme rules match                  | 02:02  |
| 6 | John Cena ha sconfitto Edge (c) per squalifica                                         | Single match per il WWE Championship | 07:54  |

### Trentaquattresima
La trentaquattresima edizione di Saturday Night's Main Event si è svolta il 28 maggio 2007.
| # | Incontri                                                                    | Stipulazioni           | Durata |
| - | --------------------------------------------------------------------------- | ---------------------- | ------ |
| 1 | The Great Khali ha sconfitto John Cena                                      | Single match           | 06:20  |
| 2 | Bobby Lashley vs. Mark Henry è terminato in no-contest                      | Arm wrestling contest  | N/A    |
| 3 | Batista e Chris Benoit hanno sconfitto Edge e Montel Vontavious Porter      | Tag team match         | 10:37  |
| 4 | Finlay e Hornswoggle hanno sconfitto The Boogeyman e Little Boogeyman       | Tag team match         | 03:49  |
| 5 | Doink the Clown, Eugene e Kane hanno sconfitto Kevin Thorn, Umaga e Viscera | Six-man tag team match | 10:55  |

### Trentacinquesima
La trentacinquesima edizione di Saturday Night's Main Event si è svolta il 13 agosto 2007.
| # | Incontri                                                            | Stipulazioni   | Durata |
| - | ------------------------------------------------------------------- | -------------- | ------ |
| 1 | Batista e Kane hanno sconfitto Finlay e The Great Khali             | Tag team match | 08:25  |
| 2 | John Cena ha sconfitto Carlito                                      | Single match   | 05:37  |
| 3 | Evander Holyfield vs. Matt Hardy è terminato in no-contest          | Boxing match   | 00:44  |
| 4 | The Boogeyman e CM Punk hanno sconfitto Big Daddy V e John Morrison | Tag team match | 06:40  |

### Trentaseiesima
La trentaseiesima edizione di Saturday Night's Main Event si è svolta il 28 luglio 2008.
| # | Incontri | Stipulazioni             | Durata |
| - | --- | ------------------------ | ------ |
| 1 | Paul London ha sconfitto Charlie Haas                                                                                | Single match             | 06:00  |
| 2 | Cody Rhodes, John "Bradshaw" Layfield, Kane e Ted DiBiase Jr. hanno sconfitto Batista, John Cena, JTG e Shad Gaspard | Eight-man tag team match | 11:00  |
| 3 | The Great Khali ha sconfitto Jimmy Wang Yang                                                                         | Single match             | 01:30  |
| 4 | Edge ha sconfitto Jeff Hardy                                                                                         | Single match             | 12:00  |

### Trentasettesima
La trentasettesima edizione di Saturday Night's Main Event si è svolta il 14 dicembre 2024.
| # | Match                                               | Stipulazione                                                         | Durata |
| - | --------------------------------------------------- | -------------------------------------------------------------------- | ------ |
| 1 | Drew McIntyre ha sconfitto Sami Zayn                | Single match                                                         | 10:05  |
| 2 | Liv Morgan (c) ha sconfitto Iyo Sky                 | Single per il Women's World Championship                             | 9:05   |
| 3 | Gunther (c) ha sconfitto Finn Bálor e Damian Priest | Triple threat match per il World Heavyweight Championship            | 11:05  |
| 4 | Chelsea Green (con Piper Niven) ha sconfitto Michin | Single match per il WWE Women's United States Championship           | 8:05   |
| 5 | Cody Rhodes (c) ha sconfitto Kevin Owens            | Single match per il WWE Championship e il WWE Universal Championship | 12:00  |

### Trentottesima
La trentottesima edizione di Saturday Night's Main Event si è svolta il 25 gennaio 2025.
| # | Match                                                 | Stipulazione                                          | Durata |
| - | ----------------------------------------------------- | ----------------------------------------------------- | ------ |
| 1 | Rhea Ripley (c) ha sconfitto Nia Jax                  | Single match per il Women's World Championship        | 09:20  |
| 2 | Bron Breakker (c) ha sconfitto Sheamus                | Single match per il WWE Intercontinental Championship | 11:30  |
| 3 | Braun Strowman ha sconfitto Jacob Fatu per squalifica | Single match                                          | 09:00  |
| 4 | Gunther (c) ha sconfitto Jey Uso                      | Single match per il World Heavyweight Championship    | 08:05  |

### Trentanovesima
La trentanovesima edizione di Saturday Night's Main Event si è svolta il 24 maggio 2025.
| # | Match                                                                              | Stipulazione                                               | Durata |
| - | ---------------------------------------------------------------------------------- | ---------------------------------------------------------- | ------ |
| 1 | Bron Breakker e Seth Rollins (con Paul Heyman) hanno sconfitto CM Punk e Sami Zayn | Tag team match                                             | 13:10  |
| 2 | Zelina Vega (c) ha sconfitto Chelsea Green                                         | Single match per il WWE Women's United States Championship | 05:10  |
| 3 | John Cena ha sconfitto R-Truth                                                     | Single match                                               | 04:25  |
| 4 | Damian Priest ha sconfitto Drew McIntyre                                           | Steel cage match                                           | 11:50  |
| 5 | Jey Uso (c) ha sconfitto Logan Paul                                                | Single match per il World Heavyweight Championship         | 09:45  |

### Quarantesima
La quarantesima edizione di Saturday Night's Main Event si è svolta il 12 luglio 2025.
| # | Match                                                                    | Stipulazione                                       | Durata |
| - | ------------------------------------------------------------------------ | -------------------------------------------------- | ------ |
| 1 | Randy Orton (con Jelly Roll) ha sconfitto Drew McIntyre (con Logan Paul) | Single match                                       | 08:25  |
| 2 | Solo Sikoa (c) ha sconfitto Jimmy Uso                                    | Single match per il WWE United States Championship | 10:50  |
| 3 | LA Knight ha sconfitto Seth Rollins (con Paul Heyman)                    | Single match                                       | 11:40  |
| 4 | Gunther (c) ha sconfitto Goldberg                                        | Single match per il World Heavyweight Championship | 15:20  |